# 빗장밑근
빗장밑근(subclavius) 또는 쇄골하근(鎖骨下筋)은 빗장뼈와 첫째 갈비뼈 사이에 위치한 작은 삼각형의 근육이다. 빗장밑근은 큰가슴근, 작은가슴근과 함께 앞팔이음근육(또는 겨드랑의 앞벽)을 이룬다.

## 구조
빗장밑근은 갈비빗장인대 앞쪽의 첫째 갈비뼈와 갈비연골에서 짧고 굵은 힘줄로 일어난다.
힘살이 많은 근섬유는 비스듬히 위가쪽으로 주행하여 빗장뼈 밑면의 빗장밑근고랑에 닿는다.

### 신경 분포
빗장밑근신경이 빗장밑근에 분포한다. 빗장밑근신경은 C5와 C6의 접합부인, 팔신경얼기의 위줄기에서 갈라져 나온다. 한편 덧가로막신경이 존재하는 경우에는 덧가로막신경이 빗장밑근의 운동신경으로 분포하기도 한다. 덧가로막신경은 주로 C5 성분을 포함하고 있다.

### 변이
빗장뼈에 닿는 대신 부리돌기에 닿거나, 빗장뼈와 부리돌기 양쪽 모두에 닿는 변이가 있다. 또한 어깨뼈의 위모서리로 가는 복장어깨근육다발(sternoscapular fasciculus)이 있는 경우도 있다. 복장빗장근(sternoclavicularis)은 큰가슴근과 빗장가슴근막 사이의 공간에서, 복장뼈자루로부터 시작하여 빗장뼈까지 존재하는 근육이다. 카데바 해부 중 큰가슴근의 복장갈비갈래와 빗장갈래 사이의 틈에서 드물게 발견된다. 드물게 빗장밑근이 완전히 없을 수도 있다.

## 기능
빗장밑근은 빗장뼈 가쪽을 눌러 어깨가 팔을 움직일 때 빗장뼈를 안정하게 한다. 또한 숨을 쉴 때 첫째 갈비뼈를 올리고 빗장뼈를 내린다.
한편 빗장뼈는 가장 자주 부러지는 긴뼈인데, 빗장밑근은 빗장뼈가 골절됐을 때 아래쪽의 팔신경얼기, 빗장밑동맥, 빗장밑정맥 등을 보호하는 역할을 한다.

## 추가 이미지

빨간색으로 표시된 빗장밑근. 위팔뼈와 어깨뼈는 반투명하게 그려졌다.
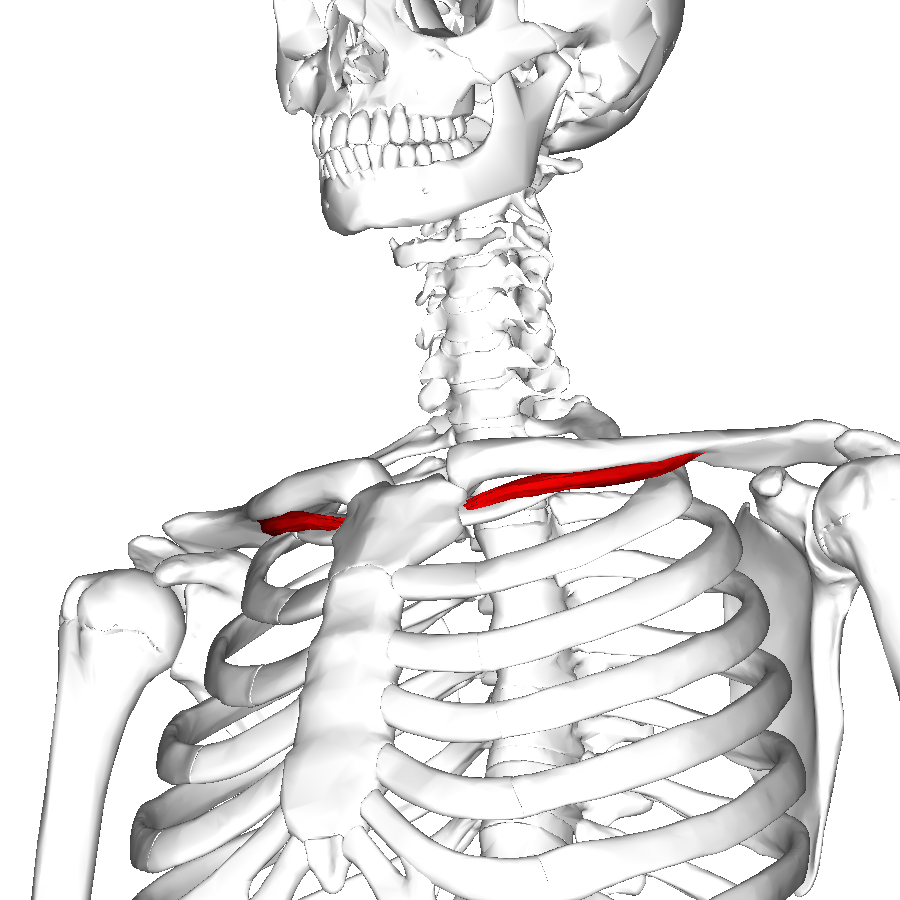
빨간색으로 표시된 빗장밑근
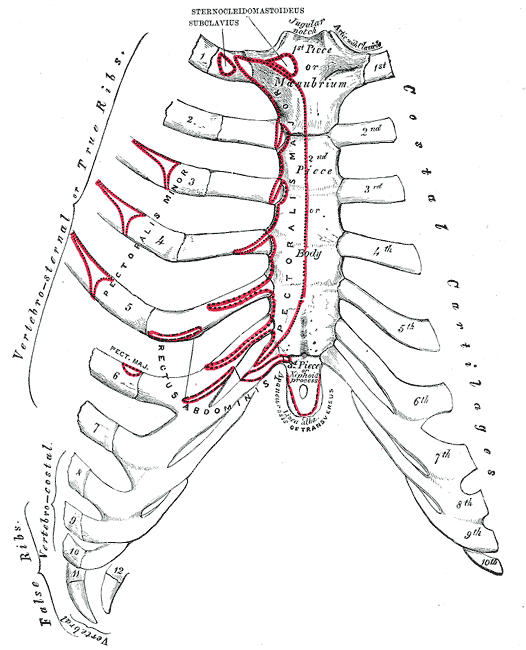
복장뼈와 갈비연골의 앞면
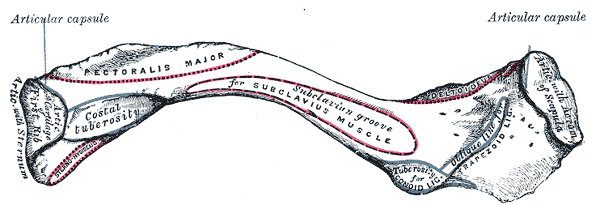
왼쪽 빗장뼈 아랫면
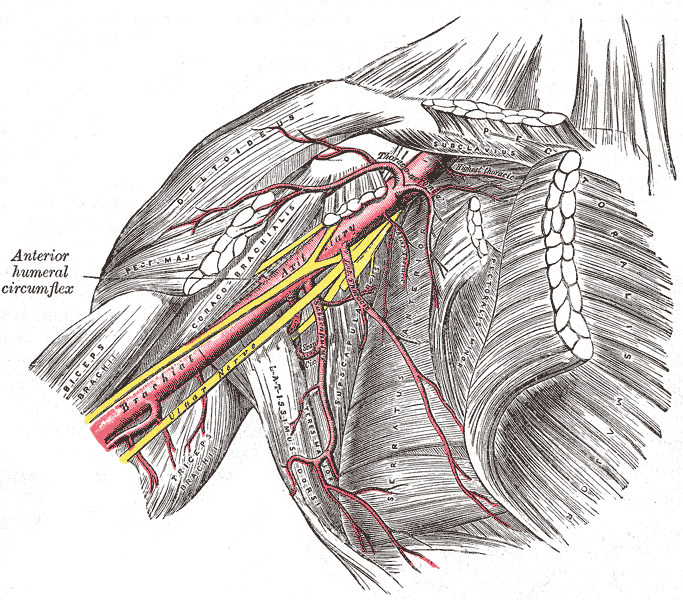
겨드랑동맥과 그 가지들
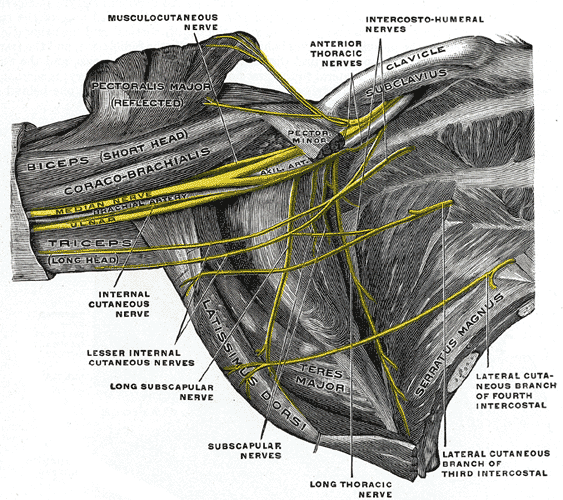
오른쪽 팔신경얼기의 빗장아래부분. 아래앞쪽에서 본 모습.
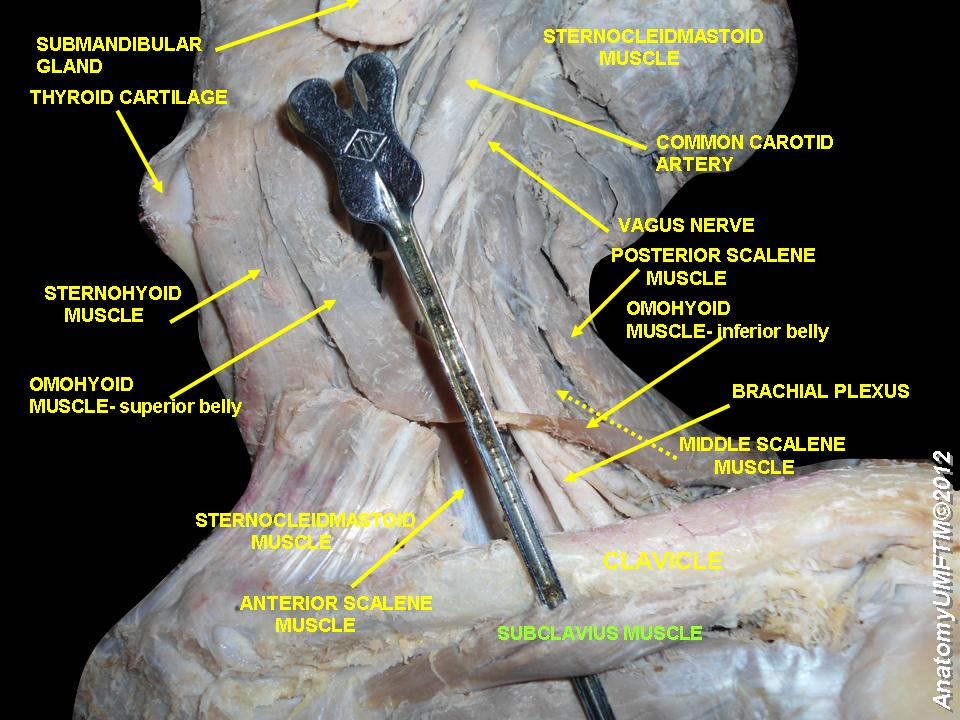
왼쪽에서 본 빗장밑근
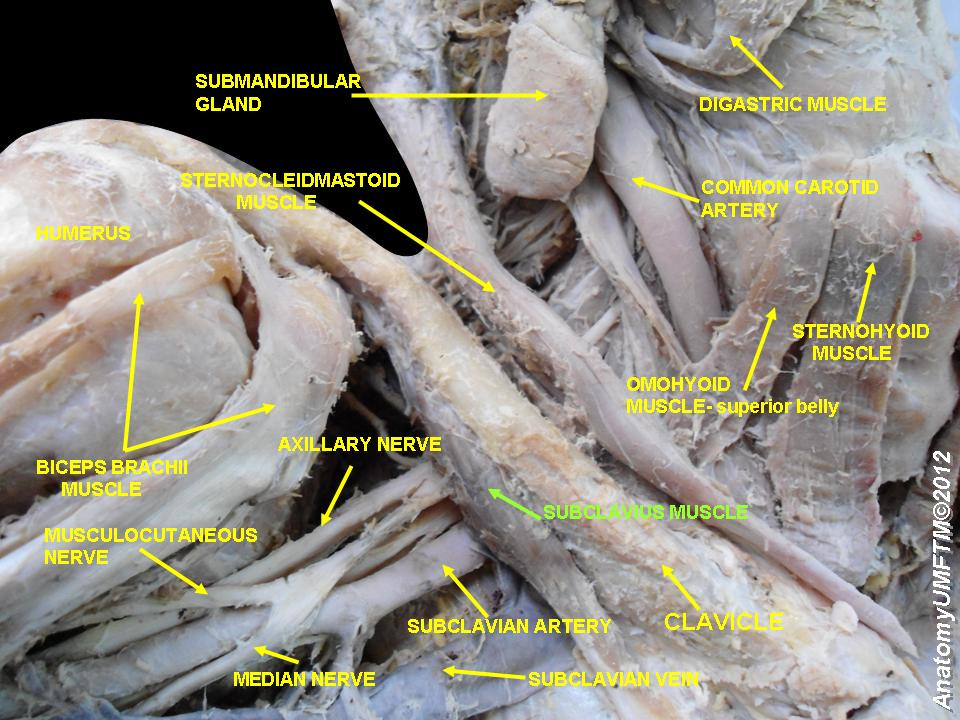
오른쪽에서 본 빗장밑근
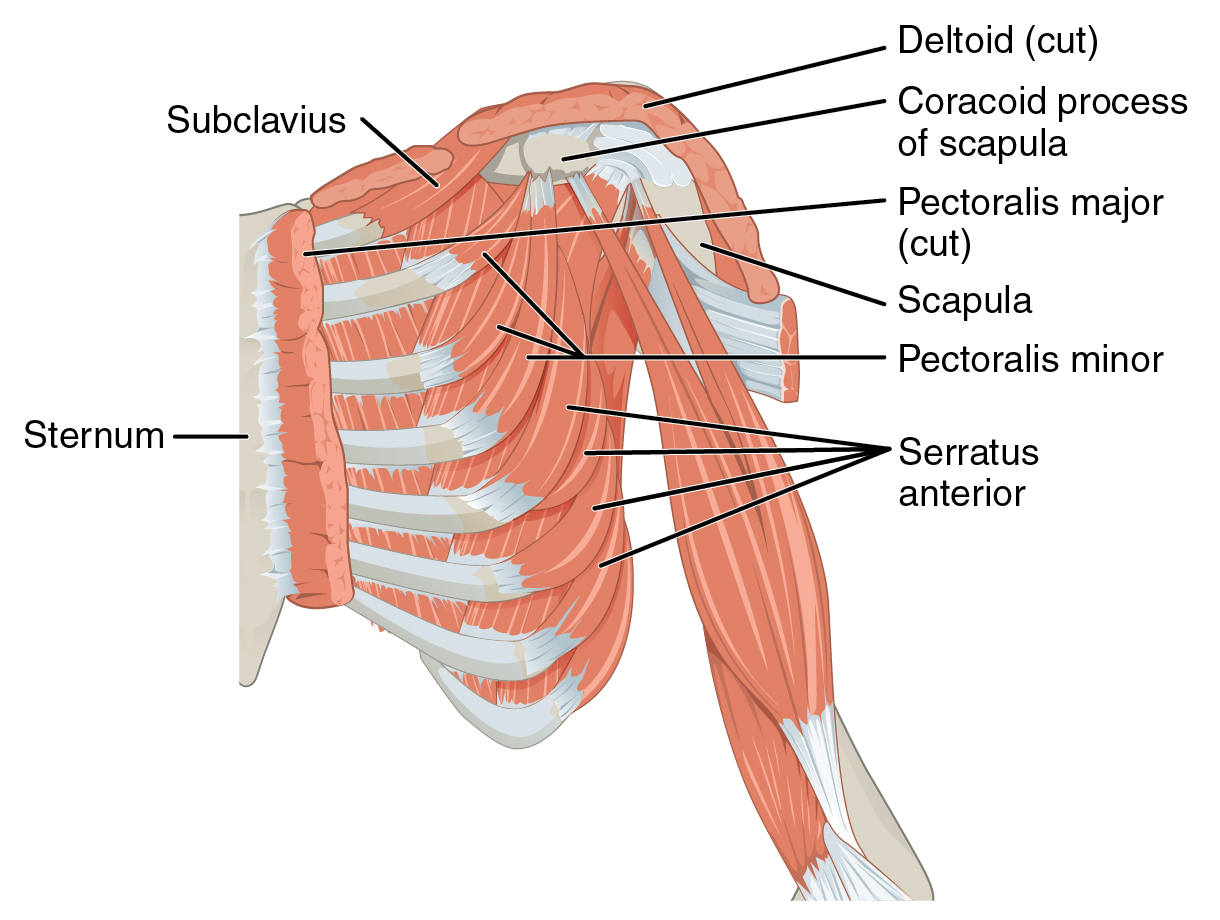
앞에서 본 빗장밑근. 좌측 상단에 표시되어 있다.

## 참고 문헌
이 문서는 현재 퍼블릭 도메인에 속하는 그레이 해부학 제20판(1918) page 438의 내용을 기초로 작성된 글이 포함되어 있습니다.
1. 1 2 3  〈IV. Myology: 13〉. 《Gray's Anatomy: The Muscles Connecting the Upper Extremity to the Anterior and Lateral Thoracic Walls》. 1918. 2014년 3월 8일에 원본 문서에서 보존된 문서.
2. ↑  Drake, Richard, et al.  Gray's Anatomy For Students, Elsevier Inc., 2005
3. ↑  Tang, Alex; Bordoni, Bruno (2022). 《Anatomy, Thorax, Muscles》. Treasure Island (FL): StatPearls Publishing. PMID 30855905.
4. ↑  Sternoclavicularis is a rare muscle found in a large triangular gap between the sternocostal and clavicularheads of Pectoralis Major muscle on the right side during routine cadaveric dissection.
5. ↑  Yun, Sam; Park, Sekyoung; Kim, Chang Su (May 2018). “Absence of the subclavius muscle with contralateral subclavius posticus muscle: first imaging report”. 《Clinical Imaging》 49: 54–57. doi:10.1016/j.clinimag.2017.10.008. ISSN 0899-7071. PMID 29127878.